# Gaby Rodgers
Gaby Rodgers (née Gabrielle Rosenberg; nacida el 29 de marzo de 1928 en Fráncfort del Meno, República de Weimar) es una actriz, directora de escena y periodista estadounidense de origen alemán.

## Biografía
Rodgers es hija del marchante de arte judío Saemy Rosenberg, sobrina del historiador del arte Jakob Rosenberg y sobrina nieta del filósofo Edmund Husserl. Rodgers nació en Alemania, pero emigró con su familia a Ámsterdam, Londres y finalmente a Estados Unidos como refugiados del régimen nacionalsocialista alemán. En Ámsterdam jugó a las canicas con Ana Frank, ya que su familia conocía a los Frank.
Aunque trabajó mucho como actriz de televisión en la década de 1950, Rodgers es quizás más recordada como Lily Carver en la película de 1955 Kiss Me Deadly. Su único otro papel cinematográfico fue en el filme indie neoyorquino de 1953 The Big Break. Apareció en la portada del número de enero de 1957 de Cosmopolitan, representando "The New Face of Broadway".[cita requerida] Rodgers siguió trabajando como actriz y directora de teatro hasta entrado el nuevo siglo.

## Vida privada
Rodgers estuvo casado durante muchos años con el letrista Jerry Leiber, la mitad del equipo de compositores de Leiber & Stoller, que escribió "Hound Dog", "Jailhouse Rock" y otras canciones. Con frecuencia se cita a Rodgers como coautor de la canción "Jackson" con Billy Edd Wheeler, pero esto no es cierto; Leiber escribió la canción con Wheeler, utilizando el nombre de su entonces esposa como seudónimo.